# Чад на летних Олимпийских играх 1988
Чад принимал участие в Летних Олимпийских играх 1988 года в Сеуле (Республика Корея) в пятый раз за свою историю, но не завоевал ни одной медали. Страну представляли шесть легкоатлетов.

## Лёгкая атлетика
Спортсменов — 6
Мужчины
| Спортсмен       | Соревнование    | Предварительный раунд | Предварительный раунд | Четвертьфиналы | Четвертьфиналы | Полуфиналы | Полуфиналы | Финал     | Финал     |
| Спортсмен       | Соревнование    | Результат             | Место                 | Результат      | Место          | Результат  | Место      | Результат | Место     |
| --------------- | --------------- | --------------------- | --------------------- | -------------- | -------------- | ---------- | ---------- | --------- | --------- |
| Али Фоде        | 400 м           | 48,69                 | 6                     | Не прошёл      | Не прошёл      | Не прошёл  | Не прошёл  | Не прошёл | Не прошёл |
| Юсуф Йески Моли | 800 м           | 1:57,97               | 8                     | Не прошёл      | Не прошёл      | Не прошёл  | Не прошёл  | Не прошёл | Не прошёл |
| Сеид Гаяпле     | 1500 м          | 3:58,46               | 14                    | Не прошёл      | Не прошёл      | Не прошёл  | Не прошёл  | Не прошёл | Не прошёл |
| Роноджи Мякакем | 5000 м          | 15:42,73              | 19                    | Не прошёл      | Не прошёл      | Не прошёл  | Не прошёл  | Не прошёл | Не прошёл |
| Исмаэль Яя      | 10000 м         | 30:47,29              | 19                    | Не прошёл      | Не прошёл      | Не прошёл  | Не прошёл  | Не прошёл | Не прошёл |
| Поль Нгаджадум  | Прыжки в высоту | 2,15                  | 25                    | Не прошёл      | Не прошёл      | Не прошёл  | Не прошёл  | Не прошёл | Не прошёл |